# Танагра-жалібниця білоплеча
Тана́гра-жалібни́ця білоплеча (Loriotus luctuosus) — вид горобцеподібних птахів родини саякових (Thraupidae). Мешкає в Центральній і Південній Америці.

## Опис

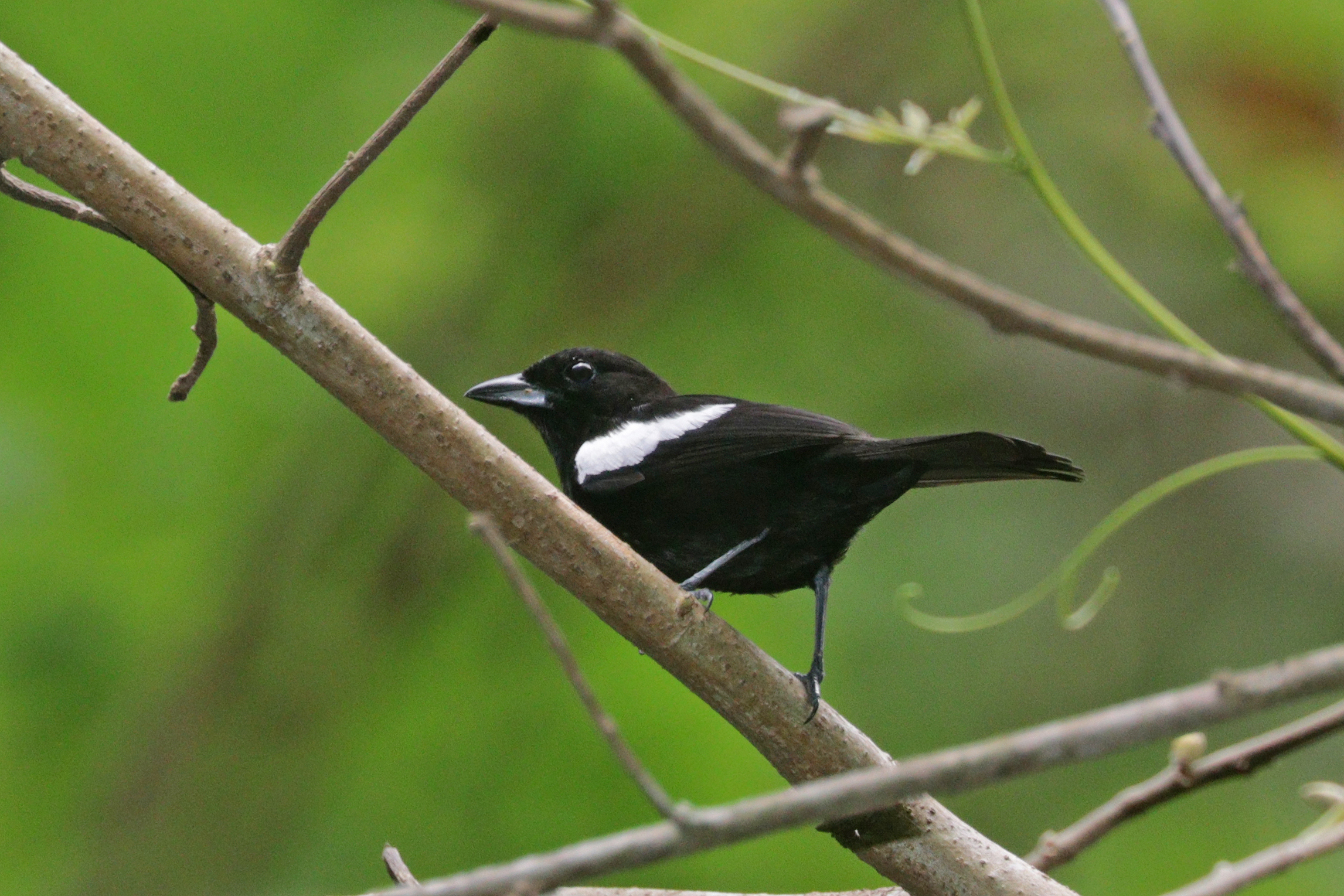
Самець білоплечої танагри-жалібниці (підвид L. l. panamensis)

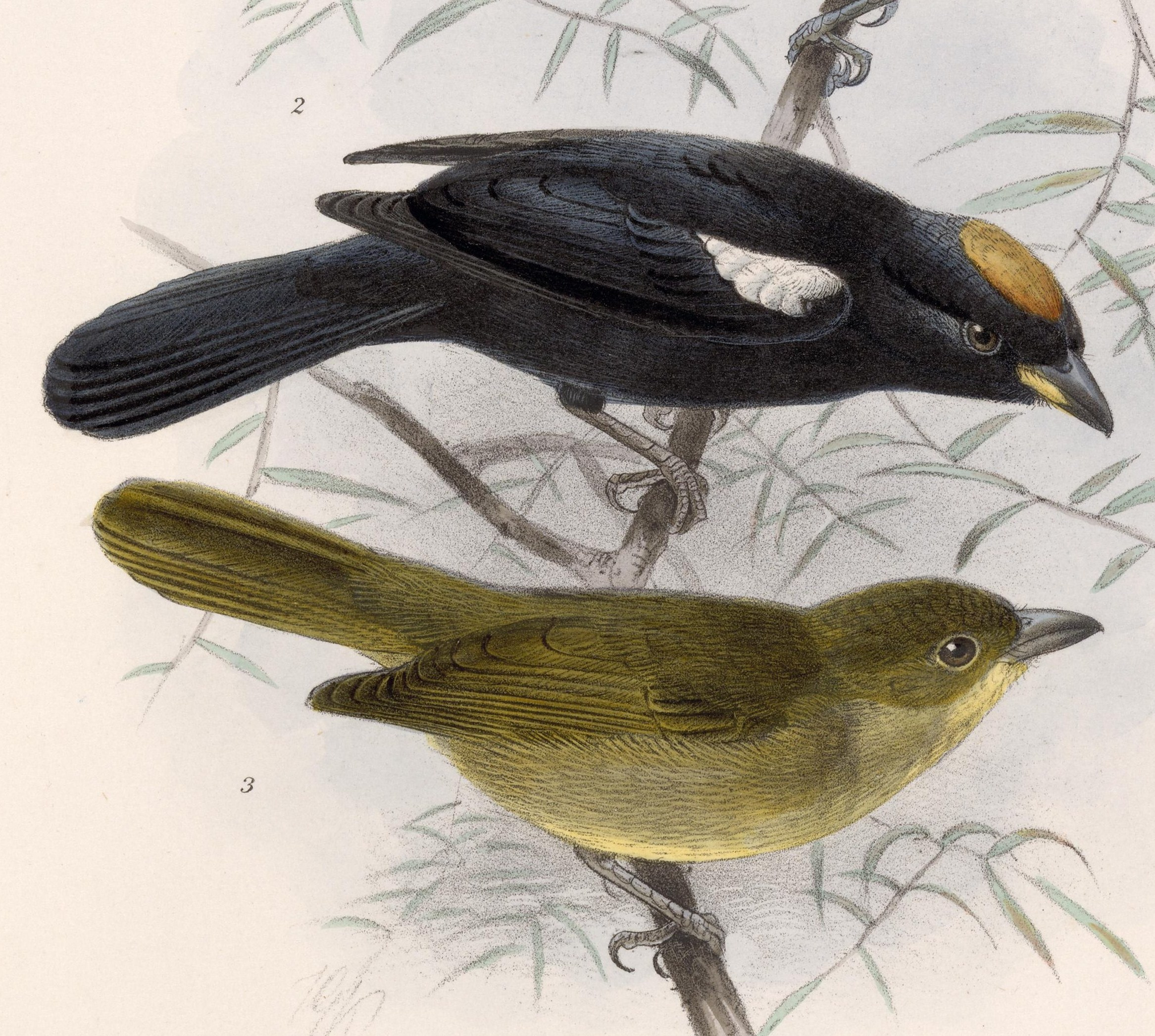
Пара білоплечих танагр-жалібниць (підвид L. l. nitidissimus)

Довжина птаха становить 14-16 см, вага 14 г. Самці мають переважно чорне забарвлення з синюватим відблиском, на плечах помітні білі плями, нижні покривні пера крил білі, помітні в польоті. Хвіст довгий, дзьоб загострений. У самиць і молодих птахів верхня частина тіла оливково-зелена, нижня частина тіла жовтувата, голова і шия сірі. У самців, що мешкають на заході Панами, на тімені є жовта або рудувата пляма.

## Підвиди
Виділяють п'ять підвидів:
- L. l. axillaris (Lawrence, 1874) — від східного Гондураса до північно-західної Панами;
- L. l. nitidissimus (Salvin, 1870) — від західної Коста-Рики до південно-західної Панами;
- L. l. panamensis (Todd, 1917) — від центральної Панами до північного заходу Перу і західної Венесуели;
- L. l. luctuosus (d'Orbigny & Lafresnaye, 1837) — південний схід Колумбії, схід Еквадору і Перу, північ Болівії, Бразильська Амазонія, східна Венесуела і Гвіана;
- L. l. flaviventris (Sclater, PL, 1856) — крайній північний схід Венесуели (Сукре) і острів Тринідад.

## Поширення і екологія
Білоплечі танагри-жалібниці мешкають в Нікарагуа, Гондурасі, Коста-Риці і Панамі, Колумбії, Еквадорі, Перу, Болівії, Бразилії, Венесуелі, Гаяні, Суринамі, Французькій Гвіані та на Тринідаді і Тобаго. Вони живуть у верхньому ярусі вологих рівнинних і заболочених тропічних лісів та на узліссях. Зустрічаються парами або невеликими зграйками, на висоті до 1000 м над рівнем моря. Іноді приєднуються до змішаних зграй птахів. Живляться комахами, яких шукають серед листя на деревах, а також плодами. Гніздо невелике, чашоподібне, розміщується в підліску. В кладці 2-3 кремових яйця, поцяткованих коричневими плямками. Насиджують самиці, за пташенятами доглядають і самиці, і самці.